# Sahl, Eskilstuna

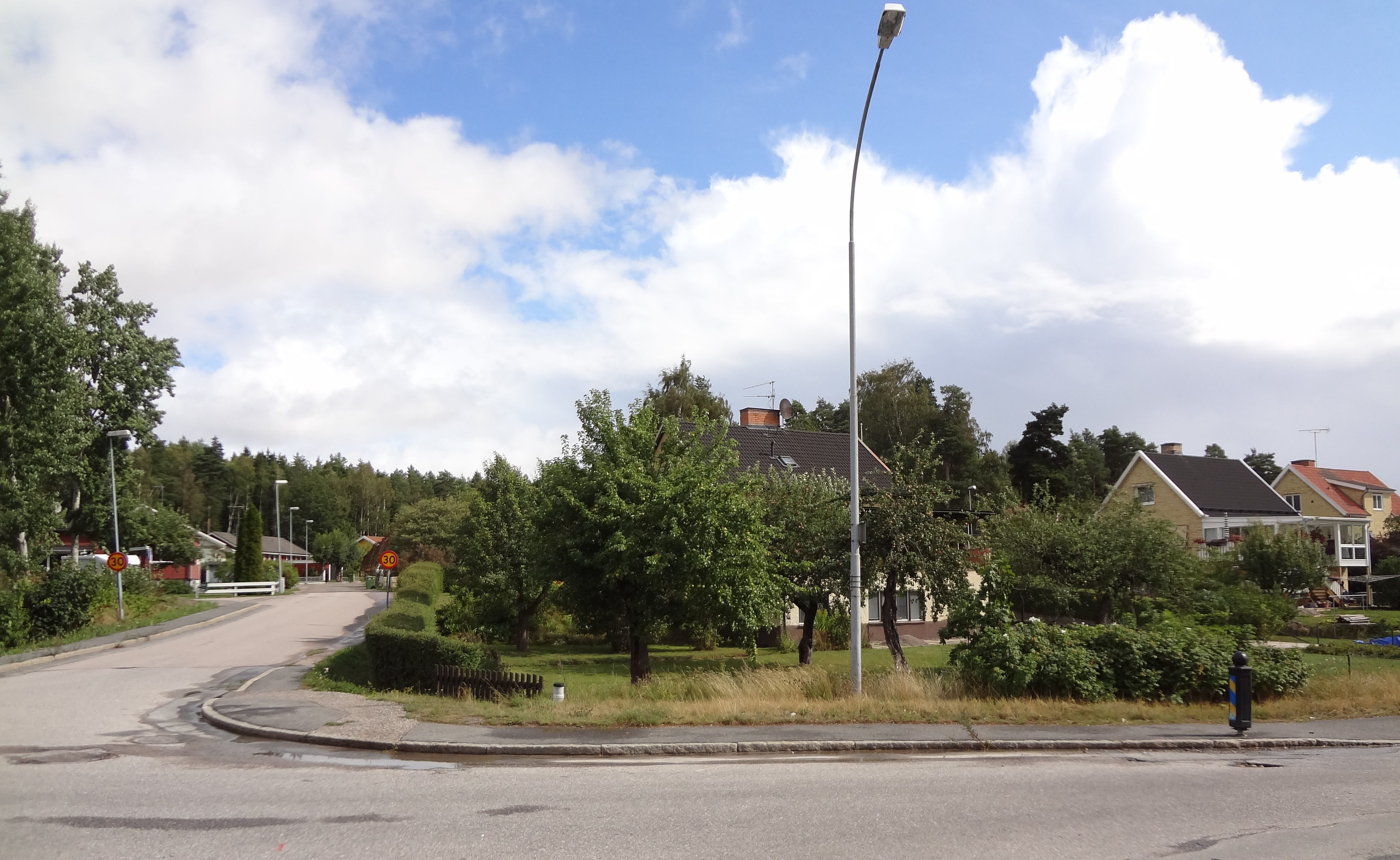
Bebyggelse i korsningen Ärstavägen/Salvägen.

Sahl (även skrivet Sal) är en stadsdel i Eskilstuna. Den är belägen norr om E20 och strax väster om Skiftinge
Fram till 1970 var Sal en egen tätort men uppgick då i tätorten Eskilstuna.